# ロマンス (原田知世の曲)
「ロマンス」（Romance）は、原田知世の20枚目のシングル。アルバム『I could be free』の先行シングルとして1997年1月22日にフォーライフミュージックエンタテイメントからリリースされた。スウェディッシュ・ポップの代表的なバンド、カーディガンズ等のプロデュースを手掛けたトーレ・ヨハンソンによるプロデュース作品。

## 概要
表題曲「ロマンス」は疾走感のある爽やかなサウンドで、当時流行していた渋谷系サウンドを代表する楽曲となった。シングルでは、アルバム『I could be free』に収録されたものより若干演奏時間が長いバージョンとなっている。
同年9月にリリースされたミニ・ベスト・アルバム『Flowers』にはシングル・ヴァージョンが、1999年9月リリースのアルバム『a day of my life』にはリメイク・バージョンが収録されている。

### チャート成績
オリコンシングルチャートの最高順位は週間39位で、登場週数は11週。累計6.8万枚のセールスを記録した。

## 収録曲
| #         | タイトル                   | 作詞      | 作曲         | 編曲           | 時間  |
| --------- | -------------------------- | --------- | ------------ | -------------- | ----- |
| 1.        | 「ロマンス」               | 原田知世  | Ulf Turesson | Tore Johansson | 3:35  |
| 2.        | 「PARADE」                 | 原田知世  | Ulf Turesson | Tore Johansson | 3:37  |
| 3.        | 「ロマンス」(Instrumental) |           |              |                | 3:33  |
| 合計時間: | 合計時間:                  | 合計時間: | 合計時間:    | 合計時間:      | 10:45 |

## カバー
1998年10月25日に、作曲者であるウルフ・トレッソンがアルバム『Romance』収録曲としてセルフカバーを行っている。
2022年11月2日には、原田知世オフィシャル・カバー・アルバム『ToMoYo covers』でkiki vivi lilyがカバーしている。

## リメイク版

### 概要
原田のデビュー35周年を記念したプロジェクトの第一弾作品。1997年1月のシングルリリース以来、およそ20年振りにリメイクされ、マキシシングルとアナログ盤の2種類が発売された。カップリングには「ロマンス」と同様にアルバム『I could be free』収録の「愛のロケット」のセルフ・カヴァーが収録されている。

### 収録曲

#### MAXI
| #         | タイトル                       | 作詞      | 作曲          | 編曲       | 時間  |
| --------- | ------------------------------ | --------- | ------------- | ---------- | ----- |
| 1.        | 「ロマンス」(alternate mix)    | 原田知世  | Ulf Turesson  | 伊藤ゴロー | 3:40  |
| 2.        | 「愛のロケット」               | 原田知世  | Tore Johanson | 伊藤ゴロー | 2:48  |
| 3.        | 「ロマンス」(instrumental)     |           |               |            | 3:40  |
| 4.        | 「愛のロケット」(instrumental) |           |               |            | 2:45  |
| 合計時間: | 合計時間:                      | 合計時間: | 合計時間:     | 合計時間:  | 12:53 |

#### e.p.
| #  | タイトル                    | 作詞     | 作曲         | 編曲       | 時間 |
| -- | --------------------------- | -------- | ------------ | ---------- | ---- |
| 1. | 「ロマンス」(alternate mix) | 原田知世 | Ulf Turesson | 伊藤ゴロー | 3:40 |

| #  | タイトル         | 作詞     | 作曲          | 編曲       | 時間 |
| -- | ---------------- | -------- | ------------- | ---------- | ---- |
| 1. | 「愛のロケット」 | 原田知世 | Tore Johanson | 伊藤ゴロー | 2:48 |

## 関連作品
- Flowers
- Best Harvest
- a day of my life